# جسم زنده (فیلم)
جسم زنده (اسپانیایی: Carne Trémula‎) فیلمی در ژانر درام و رمانتیک به کارگردانی پدرو آلمودوار است که در سال ۱۹۹۷ منتشر شد.

## خلاصه داستان
سال ۱۹۷۰، دوران دیکتاتوری فرانکو: زنی خیابان‌گرد(پنه‌لوپه کروز) در اتوبوس فرزندش ویکتور را به دنیا می‌آورد. این اتفاق باعث می‌شود تا شرکت اتوبوس‌رانی اعلام کند که تا پایان زندگی ویکتور، استفاده از اتوبوس برای او آزاد و رایگان است. 
سه سال قبل، ۱۹۹۴: النا(فرانچسکا نری) دختر یک دیپلمات ثروتمند است که شبی، در انتظار تحویل‌دهنده‌ی مواد مخدر به طور اتفاقی با ویکتور(لیبرتو رابال) که مسئول پخش پیتزاست برخورد می‌کند. بین این دو رابطه‌ای میان عشق و نفرت شکل می‌گیرد. مأموران پلیس بر سر یک حادثه وارد خیابان می‌شوند و از روی سوءتفاهم به ویکتور شک می‌برند. ویکتور برای دفاع از خود تیری را به پای سرپرست مأموران، پلیسی به نام دیوید(خاویر باردم) شلیک می‌کند. 
دوران معاصر، ۱۹۹۷: ویکتور از زندان آزاد می‌شود و پس از آزادی از زندان به سراغ مزار مادرش می‌رود. او با دیدن دیوید و زنی به نام کلارا(آنخلا مولینا) در می‌یابد در طول این سال‌ها، النا پس از ترک اعتیادش مهد کودکی را برای بچه‌های بی‌سرپرست بنا نهاده و با دیوید-که بابت همان حادثه از دو پا فلج شده- زندگی می‌کند. ویکتور به سوی النا باز می‌گردد...

## بازیگران
- خاویر باردم
- فرانچسکا نری
- آنخلا مولینا
- پنه‌لوپه کروز
- پیلار باردم
- آلکس آنگولو
- خوزه سانچو